# Георги Стойковски
Георги Стойковски е български лекоатлет.
Роден е на 10 май 1941 година в Бъта, Панагюрско. Състезава се в тройния скок, като между 1963 и 1966 година десет пъти подобрява националния рекорд в тази дисциплина. Участва в Олимпийските игри през 1964 и 1968 година, а през 1966 година става европейски шампион и получава първият златен медал за България в европейско първенство по лека атлетика.